# Viva o Gordo
Viva o Gordo é um programa de televisão humorístico brasileiro produzido pela TV Globo na década de 80, com apresentação de Jô Soares e participação de convidados. Composto por esquetes feitas pelo humorista Jô Soares, com texto de Max Nunes, onde mais de 300 personagens foram compostos ao longo dos seis anos de existência do programa. Foi exibido de 9 de março de 1981 a 15 de dezembro de 1987 e apresentava quadros fixos e esquetes, com personagens vividos pelo humorista e o elenco de apoio, além da participação de convidados especiais.

## Histórico
O programa estreou em 9 de março de 1981 e dentre os personagens mais famosos de Jô Soares no Viva o Gordo estão: Capitão Gay (criado por Max Nunes para Jô Soares) e seu assistente Carlos Suely (Eliezer Motta), Alice no País das Maravilhas, Reizinho, Ciça (ginasta), Aninha (a cozinheira que apresentava um programa de culinária), Zé da Galera (com seu bordão "Bota ponta, Telê!"),  Vovó Naná, Pai Coruja e Dalva Mascarenhas (a mulheríssima). Grande parte do conteúdo das histórias eram críticas implícitas ao governo da época. O programa ia ao ar tradicionalmente às segundas-feiras a noite às 21h20 depois da novela das 8. O último programa foi ao ar em 15 de dezembro de 1987.
O título foi retirado de uma peça de teatro do Jô Soares, Viva o Gordo e Abaixo o Regime, fazendo trocadilho com a palavra regime, já que o Brasil estava na fase final da ditadura.

## Personagens
Capitão Gay
Era um personagem criado por Max Nunes para (Jô Soares) e seu assistente Carlos Suely (Eliezer Motta), no programa Viva o Gordo, de 1981, primeiro programa humorístico comandado exclusivamente por Jô, que já havia participado na TV Globo dos humorísticos "Quadra de Setes" (1966), "Faça Humor, Não Faça Guerra" (1970), "Satiricom" (1973), "Planeta dos Homens" (1976) e do programa de variedades "Globo Gente" (1973). É considerado um dos personagens clássicos de Jô Soares.

## Reprises
O programa foi reprisado pelo Viva em três ocasiões: a primeira, a partir de 21 de fevereiro de 2011.
A segunda reprise aconteceu a partir de 11 de setembro de 2014, às quintas-feiras.
Foi reprisado novamente a partir de 27 de janeiro de 2016.
A TV Globo reexibiu o primeiro episódio da temporada de 1987 do programa no dia 5 de agosto de 2022, como uma forma de homenagear Jô Soares, que faleceu no mesmo dia, sendo transmitido após o Globo Repórter. Antes da exibição, a reprise do humorístico contou com uma introdução de Pedro Bial. O especial também foi reprisado no dia seguinte pelo Viva.

## DVD
Em 2009, os melhores momentos do programa foram lançados em DVD pela Globo Marcas.